# Estación de São João del-Rei
La Estación de São João del-Rei es una estación de tren localizada en el municipio minero de São João del-Rei.

## Inauguración
La estación de São João del-Rei fue inaugurada con muchas fiestas y la presencia del emperador Don Pedro II en 1881. Era el comienzo de  la línea que entonces unía Sítio (hoy Antonio Carlos), en el Ferrocarril Central de Brasil, a esta ciudad. La prolongación de la línea a partir de São João del-Rei fue inaugurado en 1887.

## Transformación en museo
En 1984, con la erradicación de todo el tramo de ancho de 0,76 m de la línea de la Barra del Paraopeba, el tramo entre São João del-Rei y Tiradentes fue mantenido: a día de hoy, ruedan las composiciones a vapor entre las dos estaciones, con fines turísticos. El paseo es operado por el Ferrocarril Centro-Atlântica (FCA).
Además de la estación también existe un museo, una gran rotonda y oficinas de mantenimiento.